# Louise Wright

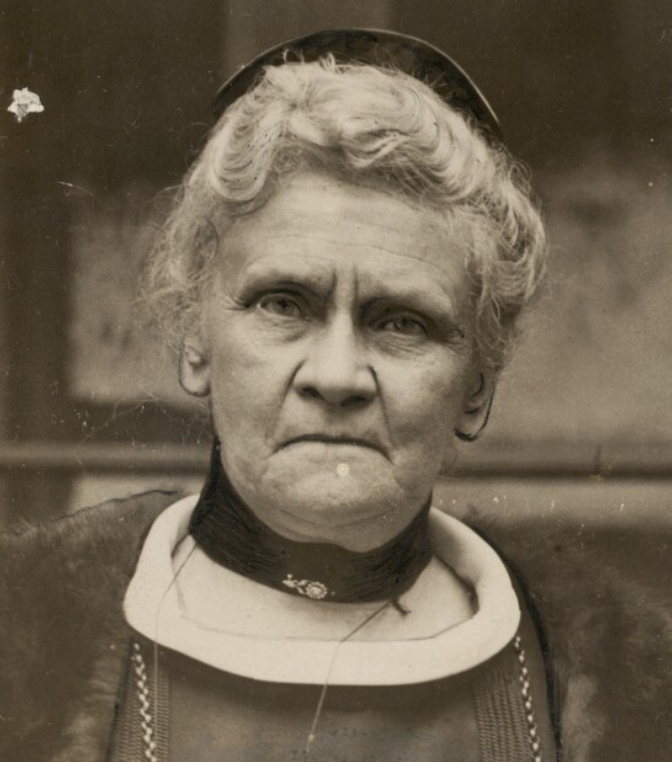
Louise Wright

Louise Gustave Dorothea Hildegard Wright geb. Bauditz (1861-1935) war eine dänische Philanthropin, Frauenrechtlerin und Friedensaktivistin. Ab 1913 leitete sie die philanthropische Præmieselskabet for Plejemødre, eine Vereinigung für Pflegemütter. Sie war auch ein aktives Mitglied des Danske Kvinders Nationalråd (Nationaler Frauenrat), wo sie als Vizepräsidentin fungierte. 1915 gehörte sie zu den Gründungsmitgliedern der Danske Kvinders Fredskæde, der dänischen Sektion der Women’s International League for Peace and Freedom, wo sie als Vorstandsmitglied (1921–1924) tätig war.

## Kindheit und Familie

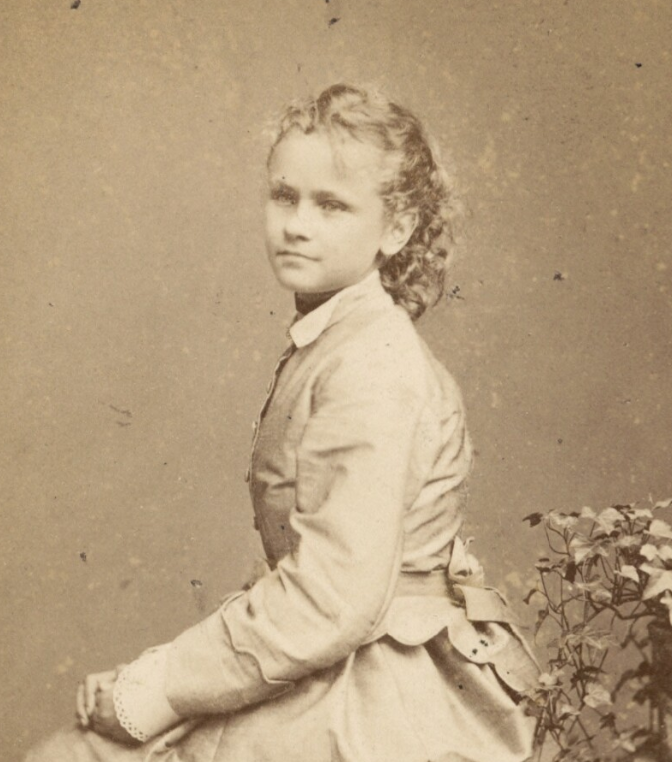
Louise Wright when young (1873)

Louise Gustave Dorothea Hildegard Bauditz wurde am 30. Januar 1861 in Fleckeby, Schleswig, als Tochter des Carl Adolph Valentin Bauditz (1810–1895) und der Elisabeth Carlsen (1838–1902) geboren. Als sie drei Jahre alt war, zog die Familie als Folge des Zweiten Schleswigschen Krieges nach Helsingør, wo der Vater ein Altersheim leitete. Als sie 15 Jahre alt war, lernte sie Hans Beck Wright (1854–1925) auf einem Ball kennen. Sie heirateten 1886. Nachdem sie 1925 ihren Mann verloren hatte, verbrachte Louise Wright den Rest ihres Lebens zusammen mit ihrer Tochter Lissie in Jægersborg. Sie starb am 15. April 1935 in Gentofte.

## Tätigkeiten
Wrights Hauptinteresse galt der Philanthropie. 1913 wurde sie Direktorin der Præmieselskabet for Plejemødre, einer Gesellschaft für berufstätige Mütter, und betreute über 600 Kopenhagener Pflegekinder unter fünf Jahren. Sie blieb für den Rest ihres Lebens in diesem Amt. 1911 wurde sie Mitglied des Pressekomitees von Danske Kvinders Nationalråd (DKN) und 1914 trat sie in den Vorstand von Foreningen Mødres og Børns Bespisning ein, einem Verein für das Wohlergehen von alleinstehenden Müttern mit Kindern.
Da Wright aus Südjütland stammte, leitete sie bei Ausbruch des Ersten Weltkriegs 1914 den Flensborg-Samfundet (die Flensburger Gesellschaft) in der Hoffnung, dass die ehemaligen dänischen Gebiete an Dänemark zurückgegeben werden würden. Im folgenden Jahr trat sie Danske Kvinders Fredskæde bei, der dänischen Sektion der neu gegründeten Women’s International League for Peace and Freedom. Sie war aktiv in der Leitung der dänischen Ortsgruppe, wo sie von 1921 bis 1924 im Vorstand saß und später Ehrenmitglied wurde.
Dank ihrer Unterstützung für die Dänen in Südjütland reiste sie nach der Wiedervereinigung 1920 als Leiterin des Flensburger Vereins jeden Sommer mit Hanne Jenssen nach Deutschland, um die in Südschleswig lebenden Dänen zu unterstützen. Außerdem wurde sie Ehrenmitglied von Den Sydslesvigske Kvindeforening, dem Südschleswiger Frauenverein.
In den 1930er Jahren initiierte Wright einen Frauenverein zur Unterstützung der Finanzierung einer Kirche in Jægersborg.